# South Wayne, Wisconsin
South Wayne là một làng thuộc quận Lafayette, tiểu bang Wisconsin, Hoa Kỳ. Năm 2006, dân số của làng này là 484 người.